# Frătăuții Vechi
Frătăuții Vechi – wieś w Rumunii, w okręgu Suczawa, w gminie Frătăuții Vechi. W 2011 roku liczyła 2653 mieszkańców.